# Pater Noster (fyr)
Pater Noster är en heidenstamfyr som står på Hamneskär, ett av Pater Noster-skären, i Klädesholmens socken  i södra Bohuslän, inte långt från Rönnäng i Tjörns kommun.
Pater Noster byggdes 1868 och tjänstgjorde fram till 1977, då den släcktes sedan den ersatts av Hätteberget. I juli 2002 lyftes Pater Noster från sitt fundament och flyttades till före detta Götaverkens lokaler i Arendal i västra Göteborg. Efter omfattande restaureringsarbeten kunde fyren lyftas tillbaka till sin ursprungliga plats på Hamneskär den 4 juli 2007. Fyrljuset tändes igen den 26 september 2007.
Regeringen beslutade den 19 mars 2015 att förklara Pater Noster för statligt byggnadsminne med motiveringen att "hela fyrplatsmiljön med fyrtorn, mistmaskinhus, bostadshus och uthus utgör en välbevarad helhet som har ett högt kulturhistoriskt värde".

## Historik
Byggnaderna för fyrpersonalen och deras familjer stod färdiga 1867. Bostadshus, uthus, källare och senare bagarstuga byggdes i en fyrkant i ett försök att skapa lä till den stensatta gårdsplanen. På gårdsplanen byggdes en brunnscistern där man samlade upp regnvatten. På avstånd från gårdsplanen byggdes avträden och hönshus – av dessa återstår ett avträde från slutet av 1800-talet. 
I bostadshuset hade fyrmästaren sin bostad om tre rum och kök. Fyrvaktaren och fyrbiträdet hade en mindre bostad bestående av ett rum och kök. Fanns det fler än tre barn på en fyrplats krävdes, att man inrättade skolgång för barnen. En skolsal inreddes därför på vinden, som också fick var bostad för lärarinnan. År 1938 var sista året med skola på Pater Noster.
Från gårdsplanen ledde cementerade gångvägar till hamnen och till fyren. Uthuset inrymde separata vedbodar för de tre familjerna – förutom oljerum och materialbod. Matkällaren uppfördes i huggen granit med gavelröstena klädda med rödmålad panel. Även här hade varje familj sitt eget separata utrymme. Två mindre trädgårdstäppor anlades där familjerna kunde odla grönsaker. Matjord till dessa fraktades från fastlandet. Täpporna syns än idag, omgivna av skyddande stenmurar. 
År 1936 byggdes bostadshuset om och året därefter anlades en ny hamn på östra sidan av skäret med vågbrytare av betong, betongkajer och skydd för inloppet. Bagarstugan byggdes om 1942 och inreddes till badrum. Samtliga bostadshus har genomgått förändringar under årens lopp, dock utan att det sammantagna kulturhistoriska värdet av fyrplatsen påverkats alltför stort.
Pater Noster automatiserades 1964 och en ny lins av fjärde ordningen sattes in. I samband därmed lämnade fyrpersonalen Hamneskär. Fyren släcktes 1977, då en ny kassunfyr på Hätteberget söder om Hamneskär togs i bruk. Fyren hotades av rivning, men ett starkt lokalt engagemang bidrog till att den kunde bevaras. Bohusläns museum övertog förvaltningen av fyrtornet 1980 samtidigt som det renoverades. Förvaltningen av byggnaderna, liksom fyrtornet, har senare överförts till Statens fastighetsverk. 
En genomgripande upprustning av fyrtornet påbörjades 2002 då tornet lyftes ner och togs in till en verkstad i Arendal på fastlandet. Tornet plockades isär i alla sina beståndsdelar och renoverades. Moderna material och färgtyper har använts vid upprustningen. Hösten 2007 lyftes det totalrenoverade tornet åter på plats och fyren tändes igen. 
Övriga byggnader har sedan dess också rustats upp, så att en mindre konferensanläggning nu kan drivas på Hamneskär. I samband därmed har även en mindre teknikbyggnad uppförts. Dessa moderna anpassningar har gjorts med syfte att finna former för en fungerande besöksnäring på Hamneskär.

## Uppmärksamhet på senare tid
Sedan år 2020 bedrivs en hotell- och konferensanläggning under namnet "Pater Noster Ett hem vid horisonten" i den före detta fyrvaktarbostaden som rustats upp. Verksamheten har sedan dess blivit internationellt känd för bland annat sitt isolerade läge och sin nya tolkning av lyx. År 2022 utsågs hotellet till vinnare av världens främsta pris inom hotell- och hospitalitybranschen, Ahead Awards (the Awards of Hospitaly, Experience and Design), i kategorin Global New Concept Award (bästa hotellkoncept förenande arkitektur, design och upplevelse).
År 2020 utlyste Göteborg Film Festival ett lotteri under namnet "The Isolated Cinema" där vinnaren ensam fick se på biofilm högst upp i tornet i en vecka. Lotteriet fick stort gensvar, även internationellt, med över tolv tusen sökande från drygt 45 länder. Vinnare av lotteriet blev en akutsjuksköterska vid namn Lisa Enroth, och under filmveckan visades 70 premiärer uppe i tornet.
År 2022 vann "Pater Noster Ett hem vid horisonten" det Stora Turismpriset 2022. Vinnarmotiveringen följde "På ett innovativt och hållbart sätt förvaltar Pater Noster ett svenskt kulturarv. De har omdefinierat begreppet lyxhotell och förvandlat en karg ö till ett attraktivt resmål som sätter Västsverige på den internationella kartan. De är en sann förebild och inspiration för andra företag". 

## Namn och gräns mellan Kattegatt och Skagerrak
Fyrens och skärens namn syftar på bönen ”Fader Vår” som på latin börjar med orden ”Pater noster...”.
Gränsen mellan Kattegatt i söder och Skagerrak i norr går från Pater Noster-skären till danska Skagens norra udde.

## Galleri

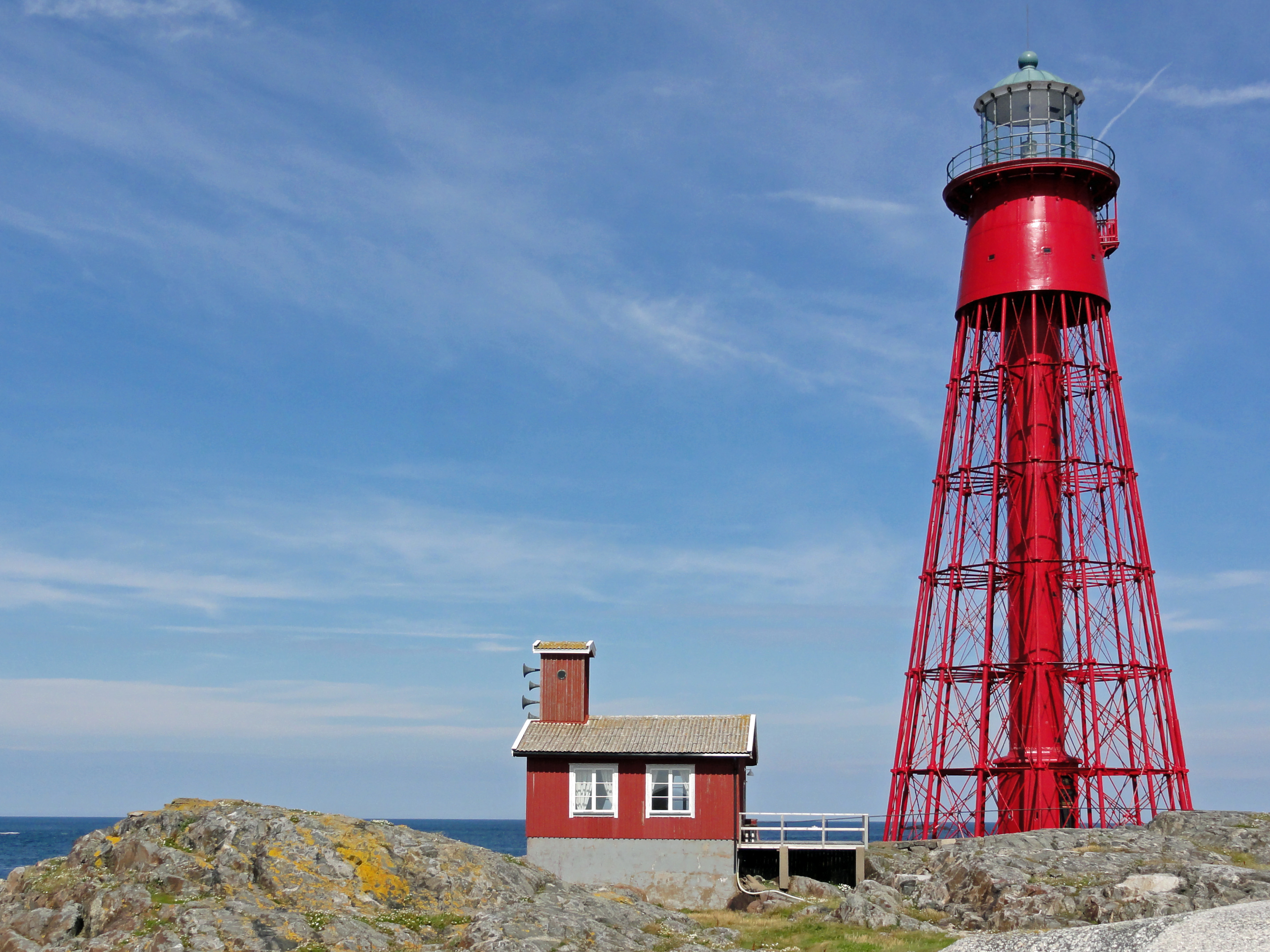
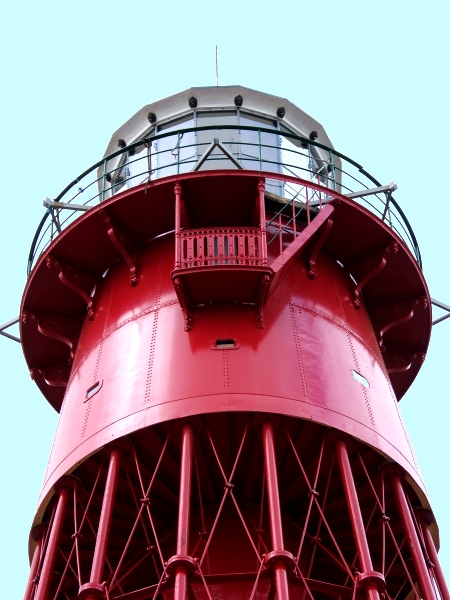
Den utanpåliggande trappan sista biten upp till lanterninen på Pater Nosters fyr.
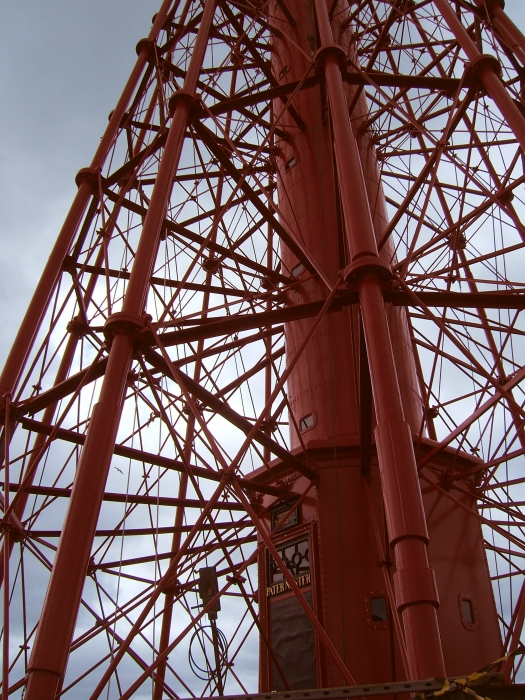
Det intrikata gallerverket av stag som stabiliserar Pater Nosters fyr.
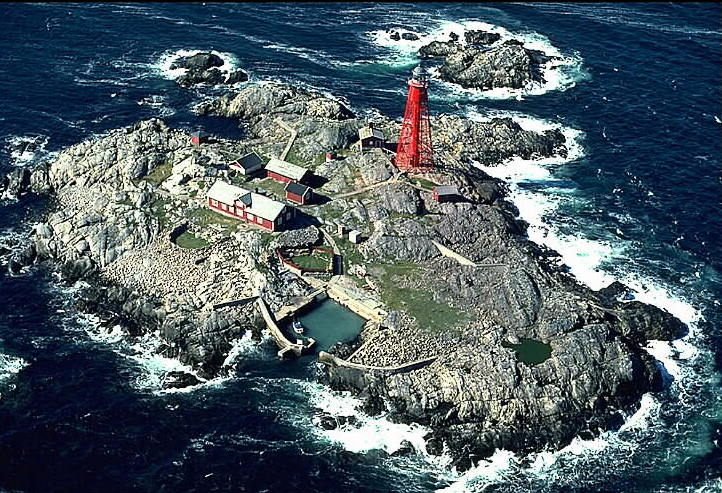
Flygfoto
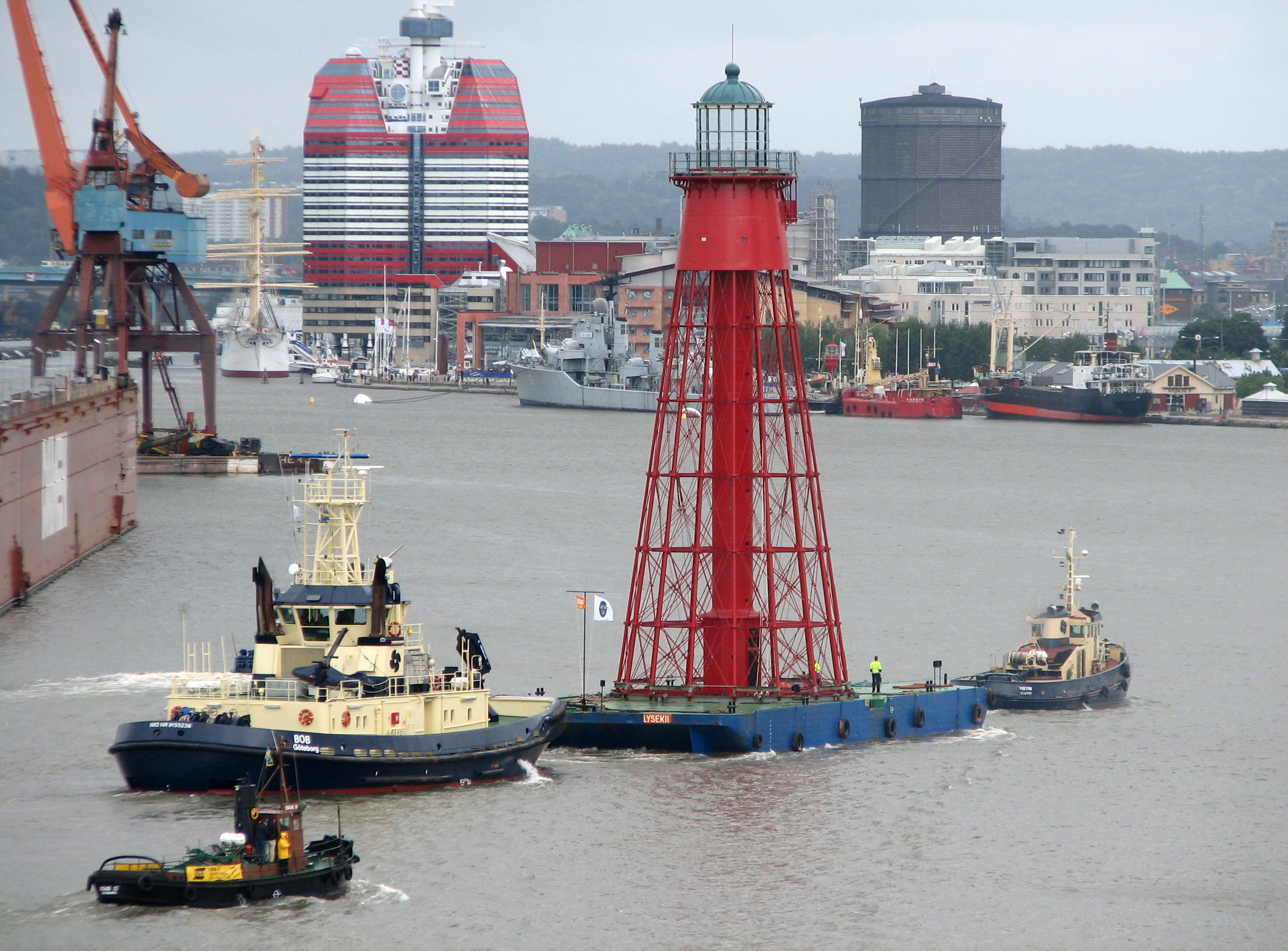
Pater Noster I Göteborgs hamn efter renoveringen på Arendalsvarvet 2007.